# Верхний Еруслан (Волгоградская область)
Ве́рхний Ерусла́н (нем. Gnadentau) — село в Старополтавском районе Волгоградской области России, в составе Кановского сельского поселения. Основано в 1859 году.
Население — 511 (2010)

## История
Основано в 1859 году (по другим данным — в 1860 году) как немецкая колония выходцами из Россоши (Францозен), Усть-Кулалинки (Галка), Щербаковки (Мюльберг), Водяного Буерака (Штефан), Крестового Буерака (Мюллер), Буйдакова Буерака (Шваб), Олешни (Диттель), Макаровки (Меркель) и Лесного Карамыша (Гримм). По церковно-административному делению колония относилась к лютеранскому приходу Торгун/Моргентау, с 1876 году — Гнадентау.
В 1888 году в селе имелось всех жилых построек — 140, из них деревянных — 80, из сырцового кирпича — 60; торгово-промышленных заведений — 11, питейных — 1. С 1892 года в селе Гнадентау существовал приют для престарелых и сирот «Дом милосердия Бетель». В 1907 году было создано потребительское общество. В 1910 году село имело лютеранскую церковь, 2 школы — церковно-приходскую и земскую, 1 маслобойню, 3 ветряных мельницы.
После образования в 1918 году трудовой коммуны (автономной области) немцев Поволжья село Кано входило сначала в Торгунский район Ровенского уезда; после ликвидации в 1921 году уездов, село вошло в Ровенский район, а с 1922 году — во вновь образованный Старо-Полтавский кантон. С этого момента и до ликвидации АССР Немцев Поволжьяв 1941 году село Гнадентау относилось к Старо-Полтавскому кантону. В советский период Гнадентау являлось административным центром Гнадентаусского сельского совета.
В 1926 году в селе имелась кооперативная лавка, сельскохозяйственное кредитное товарищество, начальная школа, клуб, а также маслосыроколхоз.
28 августа 1941 года был издан Указ Президиума ВС СССР о переселении немцев, проживающих в районах Поволжья. Немецкое население депортировано в Сибирь и Казахстан, село Гнадентау в составе Старо-Полтавского района отошло к Сталинградской области. Впоследствии переименовано в село Верхний Еруслан.

## Физико-географическая характеристика
Село Верхний Еруслан расположено в степи, в Низком Заволжье, на левом берегу реки Еруслан, на высоте 22 метра над уровнем моря. Рельеф местности равнинный. Почвы каштановые
Расстояние до районного центра села Старая Полтавка составляет 4,9 км, до областного центра города Волгограда — 290 км, до ближайшего крупного города Саратова — 160 км. Ближайшая железнодорожная станция Гмелинская (Приволжская железная дорога, линия Красный Кут — Астрахань) расположена в 36 км к юго-востоку от села.
Климат
Климат умеренный континентальный (согласно классификации климатов Кёппена — Dfa). Многолетняя норма осадков — 366 мм. Наибольшее количество осадков выпадает в июле — 40 мм, наименьшее в марте — 20 мм. Среднегодовая температура положительная и составляет + 7,1 °C, средняя температура самого холодного месяца января −9,8 °C, самого жаркого месяца июля +23,5 °C.
Часовой пояс
Верхний Еруслан, как и вся Волгоградская область, находится в часовой зоне МСК (московское время). Смещение применяемого времени относительно UTC составляет +3:00.

## Население
Динамика численности населения по годам:
| 1859 | 1883 | 1889 | 1897 | 1904 | 1910 | 1923 | 1926 | 1987 | 2002 |
| ---- | ---- | ---- | ---- | ---- | ---- | ---- | ---- | ---- | ---- |
| 130  | 1081 | 1167 | 1441 | 1839 | 2332 | 1937 | 2017 | ≈510 | 530  |

| 2010 |
| ---- |
| 511  |